# Uromyces geranii
Uromyces geranii (DC.) G.H. Otth & Wartm. – gatunek grzybów z rodziny rdzowatych (Pucciniaceae). Pasożyt roślin z rodzaju bodziszek (Geranium). Wywołuje u nich chorobę zwaną rdzą.

## Systematyka i nazewnictwo
Pozycja w klasyfikacji według Index Fungorum: Uromyces, Pucciniaceae, Pucciniales, Incertae sedis, Pucciniomycetes, Pucciniomycotina, Basidiomycota, Fungi.
Po raz pierwszy zdiagnozował go w 1806 r. Casimir Pyrame de Candolle nadając mu nazwę Uredo geranii. Obecną, uznaną przez Index Fungorum nazwę nadali mu G.H. Otth i Wartm. w 1883 r.
Synonimy:

- Aecidium geranii DC. 1815
- Aecidium geranii DC. 1815 var. geranii
- Caeoma geraniatum Link 1825
- Caeoma geranii (DC.) Schltdl. 1824
- Coeomurus geranii (DC.) Kuntze 1898
- Nigredo geranii (DC.) Arthur 1926
- Trichobasis geranii Berk. 1860
- Uredo geranii DC. 1806
- Uromyces geranii var. kabatianus (Bubák) U. Braun 1982
- Uromyces kabatianus Bubák, 1902

## Morfologia i rozwój
Pyknidia występują na obydwu stronach blaszki liściowej i na ogonkach liściowych porażonych roślin. Mają średnicę 135–150 μm i związane są z ecjami. Początkowo są pomarańczowe, potem ciemniejsze. Ecja również są pomarańczowe, występują w gęstych skupiskach, głównie na nerwach liści. Skupiska te osiągają długość do 2 cm i często powodują zniekształcenie liści. Początkowo są zamknięte i półkoliste, potem otwierają się okrągłymi ostiolami o naciętych brzegach. Wewnętrzne ściany owocnika nie są ściśle połączone i zachodzą na siebie. Mają grubość 3–4 μm, taką samą, jak ściany zewnętrzne. Na wewnętrznych ścianach występują brodawki, często łączące się z sobą i tworzące rzędy. Ecjospory jajowate do elipsoidalnych, o wymiarach 24–33 × 18–26 μm. Mają żółtą ścianę o grubości 2 μm, gęsto i delikatnie brodawkowaną. Ich wnętrze jest pomarańczowe. Grudkowate uredinia powstają na obydwu stronach liści, zazwyczaj są brązowe lub czerwonawo-żółte i występują w rozproszeniu lub w skupiskach. Urediniospory kuliste do owalnych, o średnicy średnica 24–28,8 μm, o barwie od cynamonowej do czarnej. Mają ścianę żółto-brązowo o równomiernej grubości 1,4 μm, pokrytą kolcami, z wyjątkiem nagiego obszaru poniżej znajdującej się mniej więcej w równikowym obszarze pory rostkowej. Telia podobne, ale mniej grudkowate i o barwie brązowoczarnej. Teliospory elipsoidalne do owalnych, o wymiarach 28–38,4 × 19,2–25.6 μm. Mają ciemnożółtobrązową, gładką ścianę o równomiernej grubości 0,7–1,7 μm, z wyjątkiem wierzchołka, gdzie grubość wynosi 4,9–7,7 μm. Pora rostkowa pojedyncza, przykryta hialinową brodawką.
Jest to rdza pełnocyklowa, wytwarzająca wszystkie typowe dla rdzowatych rodzaje zarodników. Jest to rdza jednodomowa, czyli taka, która pełny cykl rozwojowy odbywa na jednym żywicielu.

## Występowanie
Występuje w Europie, Azji (Chiny, Japonia, Pakistan), Ameryce Północnej (Kanada, USA), a także na Wyspie Księcia Edwarda. W Polsce jest gatunkiem dość pospolitym.
W Polsce opisano jego występowanie na następujących gatunkach bodziszków: Geranium affine, bodziszek gołębi (G. columbinum), bodziszek porozcinany (G. dissectum), bodziszek kosmaty (G. molle), bodziszek błotny (G.palustre), bodziszek łąkowy (G. pratense), bodziszek pirenejski (G.pyrenaicum), bodziszek czerwony (G. sanguineum), bodziszek leśny (G. sylvaticum).